# اسلام‌آباد بالا
اسلام آباد بالا، روستایی است از توابع بخش وشمگیر شهرستان آق‌قلا در استان گلستان ایران.

## جمعیت
این روستا در دهستان مزرعه شمالی قرار دارد و براساس سرشماری مرکز آمار ایران در سال ۱۳۸۵، جمعیت آن ۱٬۲۵۱ نفر (۲۴۰ خانوار) بوده‌است.